# 90年生的崔秀英
《90年生的崔秀英》（韓語：90년생 최수영）為韓國Dingo studio于2018年推出的網路綜藝節目，由秀英主持，節目以秀英與家族、朋友、男朋友以及週遭人事物與日常生活為主軸。靈感來自小說《82年生的金智英》，每星期五、六公开。

## 出演嘉賓
- Stella Kim[註 1]

## 外部連結
- YouTube上的
- Daum上《90年生的崔秀英》的資料
- 豆瓣电影上《90年生的崔秀英》的資料 （简体中文）